# Waring (rivière)
Pour les articles homonymes, voir Waring (homonymie).
La rivière Waring est une petite rivière du Lincolnshire, en Angleterre, et un affluent de la rivière Bain. La Waring prend sa source dans la paroisse de Belchford et traverse le village de Belchford avant de passer entre les villages de Fulletby, West Ashby et Low Toynton. À Horncastle elle sépare la place du marché de la partie de la ville connue sous le nom de Cagthorpe. Après les inondations de Horncastle dans les années 1960, le canal de la rivière a été redressé et ses berges rehaussées dans toute la ville. Elle rejoint la rivière Bain ainsi que le Thunker Drain ou Scrafield Beck au confluent près de la piscine de la ville, qui a été construite sur le site de l'ancienne cale sèche du canal de Horncastle.

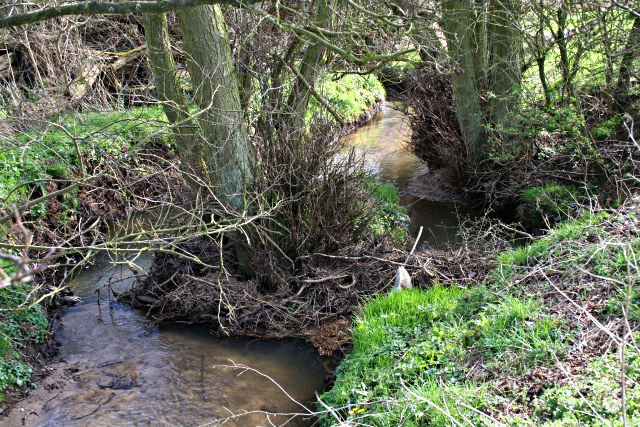
La Waring au sud de Belchford

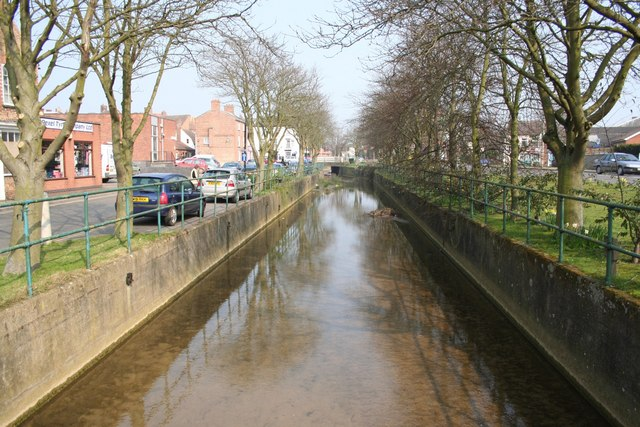
La Waring traversante Horncastle

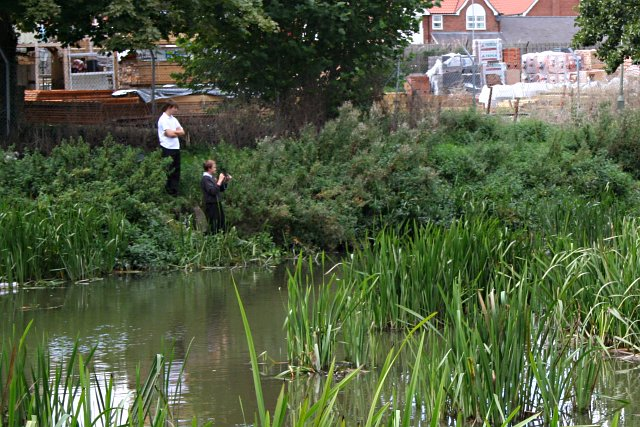
Pècheurs près de la confluence de Waring et Bain